# Bram Reijnders

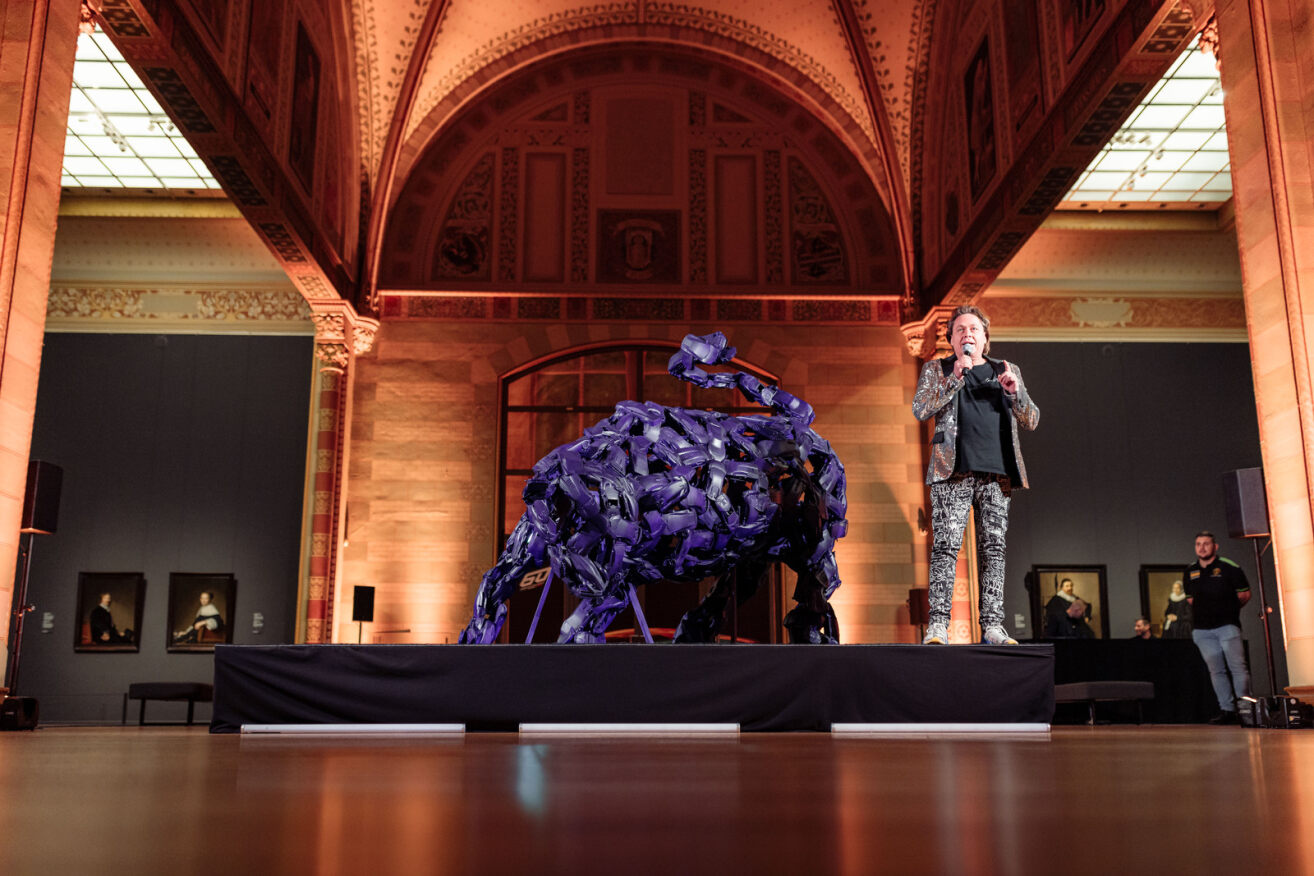
Bram Reijnders in het Rijksmuseum waar hij zijn Lamborghini-sculptuur presenteerde.

Bram Reijnders (Venray, 3 mei 1974) is een Nederlandse kunstenaar. Hij woont en werkt zowel in Rio de Janeiro als in Amsterdam. Het werk van Reijnders is geworteld in een reeks kernwaarden die zijn artistieke praktijk richting geven. Centraal daarin schuilt het idee dat schoonheid niet schuilt in perfectie, maar in gelaagdheid, contradictie en imperfectie. Reijnders bevraagt vaste overtuigingen en nodigt de toeschouwer uit ruimte te maken voor speelsheid, twijfel en vrijheid. Zijn oeuvre varieert van monumentale collages tot neoninstallaties en sculpturen wordt internationaal tentoongesteld in onder meer Miami, New York, Berlijn en het Rijksmuseum. 

## Carrière
Reijnders vertrok na een droom spontaan op zijn 27ste naar Brazilië, waar hij in de jungle zijn eerste abstract-expressionistische kunstwerken maakte. Reijnders heeft zich ontwikkeld tot een van Europa's meest succesvolle kunstenaars, met in totaal meer dan driehonderd exposities op vijf verschillende continenten in galeries in Nederland, Noord-Amerika, Singapore, Zuid-Afrika, Zwitserland, Duitsland, Frankrijk en Engeland.
In 2024 is Reijnders' werk voor het project 'Faces of climate change', een project dat een gezicht probeert te geven aan mensen die lijden onder klimaatverandering, met een raket van SpaceX naar de maan gebracht. De maanlander Odysseus bevat een chip waarop het werk van wereldberoemde kunstenaars is geplaatst. De keuze voor Reijnders was vanwege de wens om ook hedendaagse kunstenaars die werken met nieuwe technieken en methodes, een plek te geven.
Reijnders ontwierp in 2024 een sculptuur, genaamd 'Challenge of the unexpected', dat is onthuld in het Amsterdamse Rijksmuseum voor de zestigste verjaardag van het merk Lamborghini.
In 2024 was Reijnders de eerste Nederlander met een solo-stand op Art Miami, waar hij zijn monumentale sculpturen onthulde en tentoonstelde, waar zijn monumentale sculpturen met een waarde van 390.000 dollar voor het eerst werden getoond.

## Culturele context en betekenis
In de hedendaagse post-truth maatschappij van overvloedige meningen, identiteitsprofilering en commerciële beeldvorming fungeert het werk van Bram Reijnders als een kritische spiegel. Zijn kunst opereert op het snijvlak van popcultuur, straatesthestiek en conceptuele ontregeling en stelt vragen over authenticiteit in een tijdperk waarin alles te koop lijkt - truth is a product.
Door reclametaal, vintage beelden en visuele ruis te verwerken in sculpturen en op billboards, laat Reijnders zien hoe collectieve verlangens worden gevormd en gemanipuleerd. Zijn gebruik van het woord "Whatever" is geen onverschilligheid maar een artistiek wapen: het staat symbool voor een radicaal soort vrijheid waarin twijfel, imperfectie en tegendraadsheid niet worden weggepoetst maar gevierd.

## Tentoonstellingen
Hij heeft een internationale aanhang en zijn werken maken deel uit van diverse privé- en bedrijfscollecties. Hij heeft wereldwijd tentoongesteld, zowel in solo- als groepstentoonstellingen. Zijn werk is te zien geweest in gerenommeerde galeries en kunstbeurzen, waaronder PAN Amsterdam en Art Miami. Reijnders wordt in het Verenigd Koninkrijk vertegenwoordigd door Clarendon Fine Art en Bel-air Fine Art en in Amerika door DTR Modern. In Duitsland is hij de een van de succesvolste moderne kunstenaars en wordt hij vertegenwoordigd door Galerie Mensing. In 2021 heeft Reijnders een 'covid-escapetrip' gemaakt naar Mexico-Stad, New York en Los Angeles en daar documenteerde hij het herrijzen van de maatschappij en de diverse culturen. De kunstwerken die hier zijn gemaakt zijn te zien in zijn solo-expositie ‘LIFE IS BACK’ bij AbrahamArt in Amsterdam.

## Persoonlijk
Reijnders woont en werkt in Rio de Janeiro, Amsterdam en Eindhoven, waar hij studio's heeft die fungeren als zijn creatieve uitvalsbasis.